# Zazou
Zazou var en moderetning i Frankrig i 1940'erne. Den opstod hos unge mennesker, der gik klædt i engelsk eller amerikansk tøj og udstillede deres kærlighed til jazz.

## Navnets oprindelse
Begrebet zazou blev brugt første gang i Frankrig i 1938 i sangen "Je suis swing" af Johnny Hess, (hvor omkvædet lyder : "je suis swing, je suis swing, zazou, zazou, zazou zazou dé"), som er en oversættelse af sangen "Zah Zuh Zaz" fra 1933 af Cab Calloway.

## Attitude under krigen
Under tyskernes besættelse af Frankrig, viste zazouerne deres opposition mod regimet, ved at organisere dansekonkurrencer, som i særlig grad provokerede de tyske soldater. Da racelovene blev indført under Pétain og nazisterne gjorde det obligatorisk for jøder at bære den
gule stjerne, gjorde flere zazouer fælles front med jøderne og begyndte at bære en gul stjerne, der var mærket med Zazou, Swing eller
Goy. De blev arresteret og ført til camp de Drancy inden de blev løsladt.
I trods bar de tøj, der var for langt i en periode hvor stof var rationeret, insisterede på at gå med langt hår, selvom et dekret havde gjort det obligatorisk at lade sig klippe kort, så håret kunne bruges til tøfler, derudover bar de altid på en paraply, som de aldrig åbnede.